# شاه‌پرند
شاه‌پرند (به فارسی میانه:          ، به‌معنای: ملکه روشن به مانند شمشیر؛ به عربی: شاهفرند بنت فیروز) یا با نام شاه‌آفرید، آخرین شاهدخت ساسانی، دختر پیروز سوم و همسر ولید یکم بود که مادرش فیروز دختر قیصر روم بوده است، همچنین با خاقان ترک نیز نیایی داشته است؛ بدین گونه با سه پادشاه نسب داشته و مادر یزید سوم بود. یزید سوم به نسب مادرش افتخار می‌کرده است: 
| أنا ابنُ کسری و أبی مروان |  | و قیصر جَدّي، و جَدّی خاقان |